# ウイリアム・ヘイワード・ピカリング

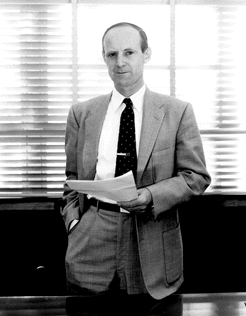
ピカリング博士

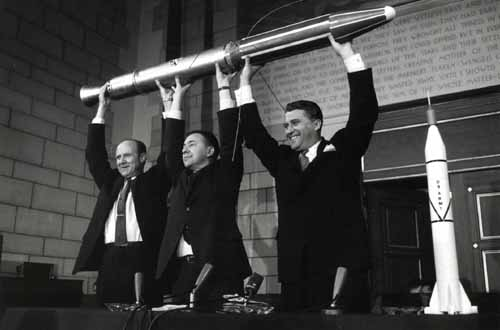
エクスプローラー1号の打ち上げ会見場で模型を掲げ喜ぶロケット製作者たち。写真左からピカリング博士、ジェイムズ・ヴァン・アレン博士（中央）、ヴェルナー・フォン・ブラウン博士（右）

ウイリアム・ヘイワード・ピカリング（Dr William Hayward Pickering，ONZ，KBE，1910年12月24日 - 2004年3月15日）は、ニュージーランド出身のロケット科学者。宇宙開発研究の第一人者。

## 生涯
ニュージーランドのウェリントン生まれ。6歳で母親の死去に伴い祖父とマールボロのハブロックで暮らす。ウェリントン・カレッジの寄宿寮で暮らし、クライストチャーチのカンタベリー・カレッジ（現在のカンタベリー大学）へ進学する。カンタベリー・カレッジで工学を専攻するも、1年後に叔父の勧めでアメリカ合衆国カリフォルニア工科大学へ進学する。同大学で学士号を取得後ニュージーランドへ戻り仕事を探すが見つからず、カリフォルニア工科大学へ復学する。1933年に修士号、1936年に物理学博士号（Ph.D.）を取得する。専門は、電気工学、遠隔測定法。
カリフォルニア工科大学で電気工学を教え、第二次世界大戦中にジェット推進研究所（JPL）に加わり、1954年からJPLディレクターを務める。エクスプローラー1号の衛星本体製作に参加し、組み立てグループの総指揮をとる。1958年1月31日にエクスプローラー1号の打ち上げに成功。同年アメリカ航空宇宙局（NASA）へ移籍し宇宙開発、有人宇宙飛行計画に参加する。同年3月26日にエクスプローラー3号の打ち上げに成功し、エクスプローラー1号と合わせヴァン・アレン帯の発見につながる。その後レインジャー計画、サーベイヤー計画へ参加した。1976年にJPL職を退任。カリフォルニア工科大学名誉教授。
1941年にアメリカ合衆国市民権を取得。1965年にニュージーランド専門技術者協会名誉研究員（IPENZ）、1972年にIEEEエジソンメダル、1975年にアメリカ国家科学賞、大英帝国勲章、1994年に日本国際賞（航空宇宙技術分野）、2003年にニュージーランド勲章ほか受賞歴多数。